# Kap Leguillou
Kap Leguillou (französisch Cap Leguillou) ist eine Landspitze, welche die Nordspitze von Tower Island am nordöstlichen Ende des Palmer-Archipels vor der Westküste der Antarktischen Halbinsel bildet.
Teilnehmer der Dritten Französischen Antarktisexpedition (1837–1840) unter der Leitung des Polarforschers Jules Dumont d’Urville kartierten sie erstmals. D’Urville benannte sie nach Elie-Jean-François Le Guillou (1806–1855), Chirurg an Bord des Schiffs Zélée bei dieser Forschungsreise.